# Henry Flitcroft
Pour les articles homonymes, voir Flitcroft.
Henry Flitcroft (30 août 1697, Hampton Court - 25 février 1769, Londres) est un architecte anglais majeur du néo-palladianisme.
D’origine modeste, son père étant laboureur dans les jardins d’Hampton Court, il débute comme menuisier. Charpentier sur la Burlington House à Londres, il tombe d’un échafaudage et se casse une jambe. Pendant qu’il se rétablit, Lord Burlington remarque son talent de dessinateur et à partir de 1720, Flitcroft devient le dessinateur de Burlington. Il est le surintendant du site de Tottenham House.

## Projets
- Bower House, 1729.
- St Giles in the Fields, Londres : 1731-34.
- Ditchley House, Oxfordshire : vers 1724. À Ditchley, il conçoit les intérieurs
- Wentworth Woodhouse, Yorkshire : vers 1735. Il reconstruit et élargit la façade ouest et ajoute des ailes.
- Wimbourne House, Dorset : 1740-44. Intérieurs.
- Stowe House, Buckinghamshire : vers 1742.
- Wimpole Hall, Cambridgeshire : 1742-45.
- Stourhead, Wiltshire : 1744-65. Temples de jardin.
- Woburn Abbey, Bedfordshire : 1748-61.
- Milton House, Northamptonshire : 1750-51.

Flitcroft construit énormément dans le West End de londres.